# Komsomolskaia Pravda
Komsomolskaia Pravda (em russo:  Комсомо́льская пра́вда; lit. "(A) Verdade do Komsomol") é um jornal diário russo publicado no formato de tabloide, um dos poucos do período soviético a ainda serem publicados. 
Foi o órgão de imprensa de todos os sindicatos da União Soviética, e um órgão oficial do Comitê Central do Komsomol, organização juvenil do Partido Comunista da União Soviética, entre 1925 e 1991. Foi criado de acordo com decisão tomada pelo 13º Congresso do Partido Comunista Russo, e seu primeiro decreto foi publicado em 24 de maio de 1925, numa edição de 31.000 cópias.
Com o fim da entidade, em 1991, o Komsomolskaia Pravda continuou a circular como veículo independente e manteve a linha editorial comunista, embora reformada.